# Ariobarzane I di Cio
Ariobarzane I (in greco antico: Aριoβαρζάνης?, Ariobarzànes; V secolo a.C.) è il primo dei governatori conosciuti dell'antica città greca di Cio dai quali alla fine originarono i re del Ponto nel III secolo a.C..

## Biografia
Venne denunciato da suo figlio Mitridate al suo signore supremo, il re di Persia.
È altamente probabile che sia lo stesso Ariobarzane che condusse gli ambasciatori ateniesi, nel 405 a.C., alla sua città marittima di Cio, nella Misia, dopo che essi erano stati trattenuti tre anni per ordine di Ciro il Giovane; è invece molto dubbio che sia lo stesso Ariobarzane che aiutò Antalcida nel 388 a.C.